# Джим (буква арабского алфавита)
Джим (араб. جيم‎; джӣм) — пятая буква арабского алфавита. Используется для обозначения звуков [d͡ʒ] и [ɡ]. Джим относится к лунным буквам и к буквам «калькаля».

## Соединение
Стоящая отдельно или в конце слова джим пишется, как ﺝ; в середине или начале слова — ﺟ.

## Абджадия
Букве соответствует число 3.

## Произношение

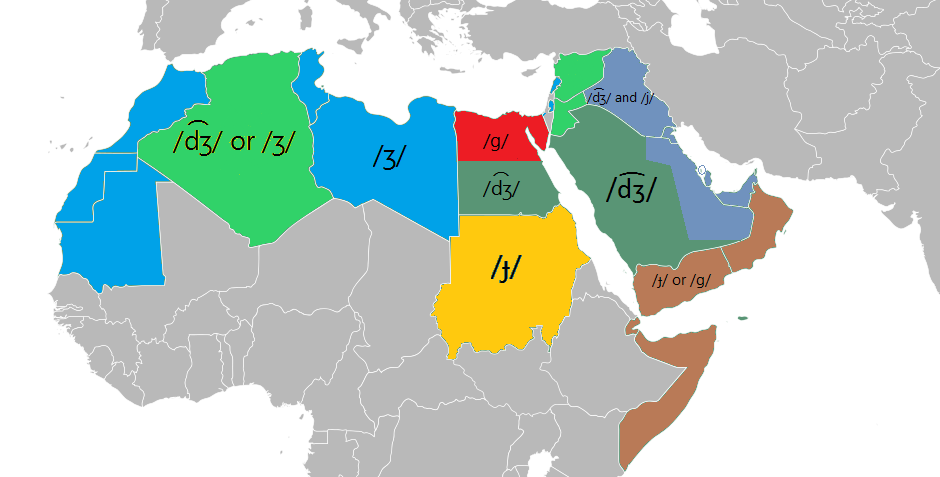
Приблизительная географическая дифференциация произношения ⟨ج⟩ в диалектах.

Юшманов Н. В. в «Грамматике литературного арабского языка» пишет: «Дж слитное, мягкого оттенка (джь)».
Эта буква обозначает фонему классического арабского /ɟ/. Самая распространённая её реализация, типичная для диалектов Аравийского полуострова, — [d͡ʒ]. В Ливане, Ливии, Палестине и в остальном арабском магрибе она реализуется как [ʒ], в Египте — [g], в Йемене и Судане, а также в Сомали — [ɟ]. Изредка встречается произношение [j].
По мнению Сегаля В. С.  буква «джим» обозначает средний согласный (дж), представляющий собой как бы слившееся в один нераздельный звук сочетание средних (д) и (ж).
Грубой ошибкой является подмена одного слитного звука (дж) двумя — (д) и (ж), а также твёрдое, не смягчённое произношение этого звука».
Ковалев А. А. и Шарбатов Г. Ш. считают, что очень важно, чтобы при артикуляции аффрикаты (дж) оба её компонента (д+ж) произносились одновременно и слитно, ибо раздельное произнесение их аффрикаты (смычно-щелевого звука) не образует. Оглушение аффрикаты (дж) в конце слов и в позиции перед глухими согласными не допускается.
По словам Халидова Б. З. звук (дж) — переднеязычная звонкая аффриката. В нём элементы «д» и «ж» произносятся слитно, причём смычное начало «д» не кончается взрывом, а мгновенно переходит в щелевой, очень мягкий звук «ж».

## Буква ханифи
Гья (𐴅) — шестая буква алфавита ханифи для языка рохинджа. Обозначает звук [ɟ], в арабском варианте алфавита для рохинджа ей соответствует ج, в латинском варианте — J j.